# Hugo Sánchez
Hugo Sánchez Márquez, född 11 juli 1958 i Mexico City i Mexiko, är en mexikansk fotbollsmanager och före detta fotbollsspelare (forward), ansedd som Mexikos största fotbollsspelare genom tiderna.

## Karriär
Sánchez gjorde sin internationella debut i OS 1976 men det var under tiden i Spanien, i klubbarna Atletico Madrid och Real Madrid, som han gjorde sitt namn världsberömt. Sánchez var en extrem målgörare som vann spanska skytteligan fem gånger varav fyra år i rad. Hans popularitet och hjältestatus i hemlandet under 1980-talet visste inga gränser. Den tog sig bland annat uttryck i att alla hans matcher med klubblaget Real Madrid under en tid direktsändes i statliga televisionen. Som målgest brukade han slå volter, inspirerad av sin syster som var gymnast.
Efter sin aktiva karriär blev Sánchez tränare, och hade bland annat en sejour med det mexikanska landslaget 2006–2008. Han har senare arbetat som kommentator.

## Familj
Hugos Sánchez syster Herlinda Sánches Márquez var en duktig gymnast och representerade Mexiko i gymnastik i OS 1976.

## Meriter

### Klubblag
Club Universidad Nacional
- Mexikanska Ligan, (2): 1976–1977, 1980–1981
- Concacaf Champions Cup, (1): 1980
- Copa Interamericana, (1): 1981

 Atlético Madrid
- Copa del Rey (Spanska cupen), (1): 1985
- Spanska Supercupen (ett dubbelmöte mellan fjolårets spanska seriesegrare och spanska cupmästare), (1): 1985

 Real Madrid
- La Liga, (5): 1985–1986, 1986–1987, 1987–1988, 1988–1989, 1989–1990
- Copa del Rey (Spanska cupen), (1): 1989
- Spanska Supercupen, (3): 1988, 1989, 1990

 Club América
- Concacaf Champions Cup, (1): 1992

### Landslag
Mexiko
- Concacaf Gold Cup (Mästerskap för Nordamerika, Centralamerika och Karibien), (1): 1977

#### VM-framträdanden
- 1978 - 3 matcher, 0 mål
- 1986 - 4 matcher, 1 mål
- 1994 - 1 match, 0 mål

### Individuellt
- Guldskon som Europas bäste målskytt i klubblag, (1): 1990.
- Skyttekung (Pichichi) i La Liga, (5): 1985, 1986, 1987, 1988, 1990
- Skyttekung i mexikanska Ligan, (1): 1978
- Don Balon Award som bästa utländska spelare i La Liga, (2): 1987, 1990
- Utsedd till 1900-talets Största Idrottsman i Mexiko
- IFFHS utmärkelse som 1900-talets Bäste Fotbollsspelare i Nord- och Centralamerika
- IFFHS utmärkelse som 1900-talets Bäste Fotbollsspelare i Mexiko
- Med på FIFA 100, en lista gjord av Pelé, år 2004
- La Ligas Bästa ersättande manager under säsongen, (1): 2008–2009

### Fotnoter
1. ↑  Muere la hermana de Hugo Sanchez quien inspira sus celebraciones, La Prensa. Publicerad den 3 mars 2015. Läst den 30 augusti 2020. Språk: spanska.
2. ↑  Andreas Cedhamre (8 januari 2009). ”Fem uppseendeväckande målgester”. Sportstory. Arkiverad från originalet den 25 augusti 2010. https://web.archive.org/web/20100825042749/http://www.sportstory.se/columns/viewPost.php?id=2. Läst 14 februari 2016.
3. 1 2  ”Fallece Herlinda, hermana de Hugo Sánchez” (på spanska). El Debate. 3 mars 2015. https://www.debate.com.mx/deportes/Fallece-Herlinda-hermana-de-Hugo-Sanchez-20150303-0061.html. Läst 24 augusti 2020.
4. ↑  Sanchez dismissed as Mexico’s coach, Los Angeles Times. Publicerad den 1 april 2008. Läst den 30 augusti 2020.
5. 1 2  ”Liga MX: Hugo Sánchez celebra seis décadas llenas de éxitos - MARCA Claro México” (på mexikansk spanska). MARCA Claro México. http://www.marca.com/claro-mx/futbol/liga-mx/2018/07/11/5b45938e46163f44828b45b9.html. Läst 26 juli 2018.